# جهوک، سند
جهوک (به انگلیسی: Jhok) یک منطقهٔ مسکونی در پاکستان است که در میرپور بتهورو واقع شده‌است.